# Anna Sundell
Anna Elisabeth Sundell, född 10 mars 1869 i Jakob och Johannes församling i Stockholm, var en svensk skådespelerska.

## Biografi
Anna Sundell föddes 1869 i Stockholm och var fosterdotter till typografen Carl Vilhelm Sundell och Anna Sofia Marberg. Hon var från 1886 till 1887 elev vid Kungliga teatern och var från 1888 till 1889 anställd vid Stora teatern i Göteborg. Sundell var från 1889 till 1890 anställd hos Mauritz Fröberg, 1890 till 1891 hos Axel Bosin, 1892 till 1893 hos Lotten Dorsch, från 1894 till 1895 vid Stora teatern i Göteborg och 1895 vid Arenateatern i Stockholm och från 1896 hos Emil von der Osten.
Sundell innehade bland annat rollerna Odette, Magda i Hemmet, Gertrud Ellingham i Shenandoah, Markisinnan Pompadour i Narcisse Rameau, Claire i Herr Derblays giftermål och Desdemona i Othello.
Sundell utvandrade tillsammans med en dotter  till USA 1903.